# Fusarium fujikuroi

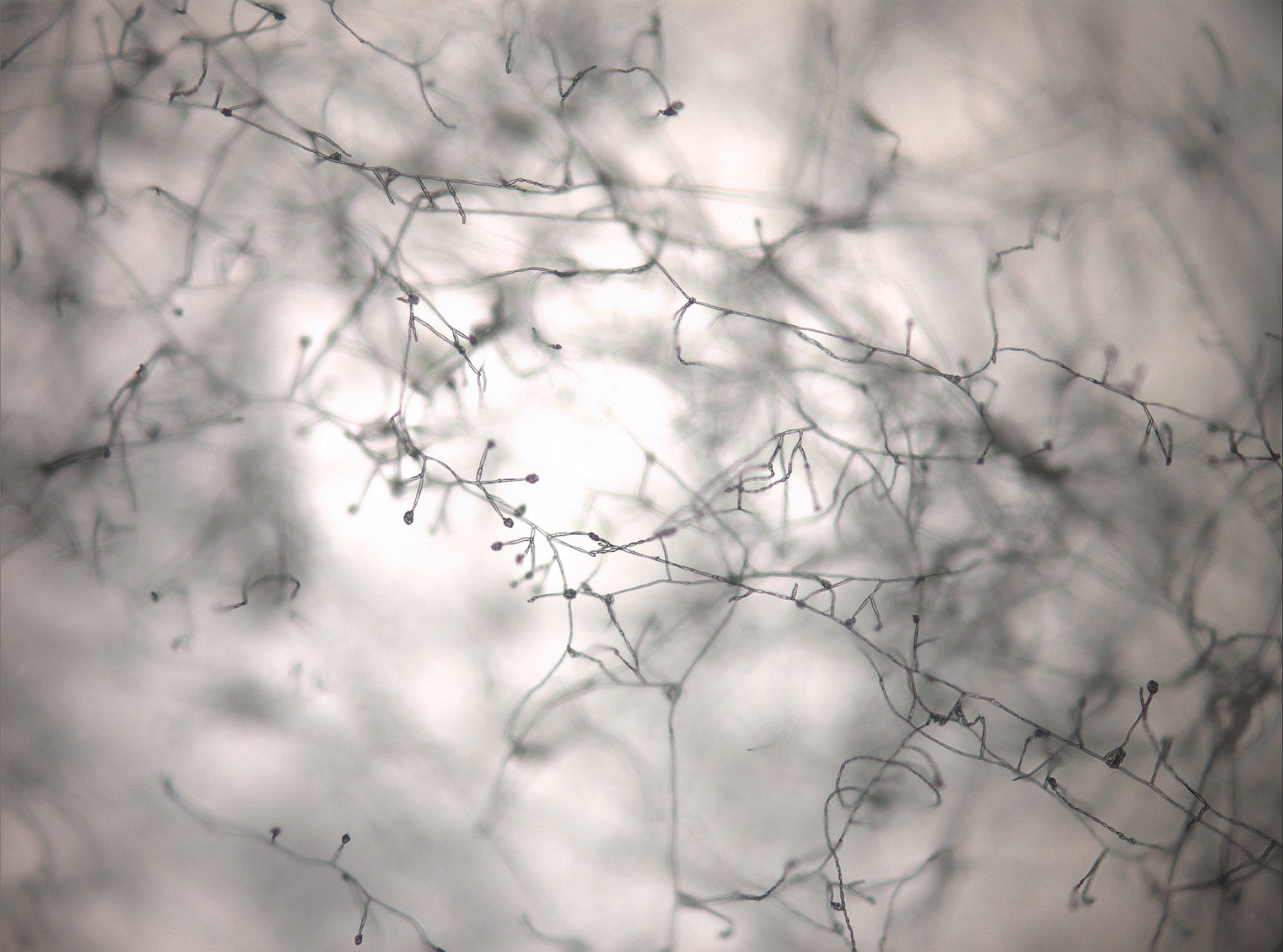
Strzępki

Fusarium fujikuroi Nirenberg – gatunek workowców należący do rodziny gruzełkowatych (Nectriaceae). Gatunek szeroko rozprzestrzeniony na całym świecie. Występuje w glebie oraz na porażonych roślinach i ich nasionach. Wywołuje choroby zwane fuzariozami.

## Systematyka i nazewnictwo
Pozycja w klasyfikacji według Index Fungorum: Fusarium, Nectriaceae, Hypocreales, Hypocreomycetidae, Sordariomycetes, Pezizomycotina, Ascomycota, Fungi.
Synonimów ma ponad 30. Niektóre z nich:

- Alysidium verticillioides (Sacc.) Kuntze 1898
- Fusarium moniliforme J. Sheld. 1904
- Fusarium verticillioides (Sacc.) Nirenberg 1976
- Gibberella fujikuroi var. moniliformis (Wineland) Kuhlman 1982
- Gibberella moniliformis Wineland 1924
- Lisea fujikuroi Sawada 1919
- Oospora verticillioides Sacc. 1886
- Fusarium moniliforme var. intermedium Neish & M. Legg. 1981
- Fusarium moniliforme var. subglutinans Wollenw. & Reinking 1925
- Fusarium neoceras var. subglutinans (Wollenw. & Reinking) Raillo 1950
- Fusarium sacchari var. subglutinans (Wollenw. & Reinking) Nirenberg 1976
- Fusarium subglutinans (Wollenw. & Reinking) P.E. Nelson et al. 1983
- Gibberella fujikuroi (Sawada) S. Ito 1919
- Gibberella subglutinans (E.T. Edwards) P.E. Nelson et al. 1983[3].

## Morfologia
Perytecja tworzy zwykle tylko na martwym podłożu organicznym. Powstają na powierzchni, mają grubą ścianę zewnętrzną, barwę ciemnoniebieską, szarą lub stalową, wysokość 0,25–0,3 mm i szerokość 0,22–0,3 mm. Worki elipsoidalne z 4-8 ukośnie ułożonymi, hialinowymi, eliptycznymi askosporami o rozmiarach 14–18 × 4,5–6 μm. Zazwyczaj mają 1 przegrodę, ale czasami 3. Kolonia ma barwę ciemnofioletową, liliową lub winną. Jej powierzchnia pokryta jest nalotem o barwie od różowej do winnej i wygląda jak drobnoproszkowana – to z powodu tworzących się na niej mikrokonidiów. Są one zazwyczaj jednokomórkowe, ale czasami dwukomórkowe i powstają w łańcuchach. Mają rozmiar 5–12 × 1,5–2,5 μm, wrzecionowaty kształt i obydwa końce lekko spłaszczone. Makrokonidia są cienkościenne, proste lub zakrzywione, nieco przewężone na środku i zwężające się na obydwu końcach. Mają 3-7 przegród. Wyróżnia się wśród nich następujące rodzaje:
- z 3 przegrodami. Mają rozmiar 25–36 × 2,5–3,5 μm
- z 5 przegrodami. Mają rozmiar 30–50 × 2,5–4 μm
- z 7 przegrodami. Mają rozmiar 40–60 × 3–4 μm[2].

Chlamydospor brak, zarówno w grzybni, jak i wśród konidiów. Często tworzą się ciemnoniebieskie sklerocja o nieregularnie sferoidalnym kształcie.

## Znaczenie
Rozwija się jako pasożyt i saprotrof na roślinach należących do rodziny wiechlinowatych (Poaceae), a także bardzo wielu gatunkach roślin należących do rodzin: Amaranthaceae, Amaryllidaceae, Asclepiadaceae, Betulaceae, Bromeliaceae, Buxaceae, Caryophyllaceae, Coniferae, Brassicaceae, Convolvulaceae, Cucurbitaceae, Euphorbiaceae, Iridaceae, Lauraceae, Fabaceae, Liliaceae, Linaceae, Malvaceae, Marantaceae, Moraceae, Musaceae, Arecaceae, Polemoniaceae, Rosaceae, Rubiaceae, Rutaceae, Scrophulariaceae, Solanaceae, Sterculiaceae, Tiliaceae. M.in. powoduje fuzariozę kukurydzy, fuzariozę ryżu.